# Scaenae frons

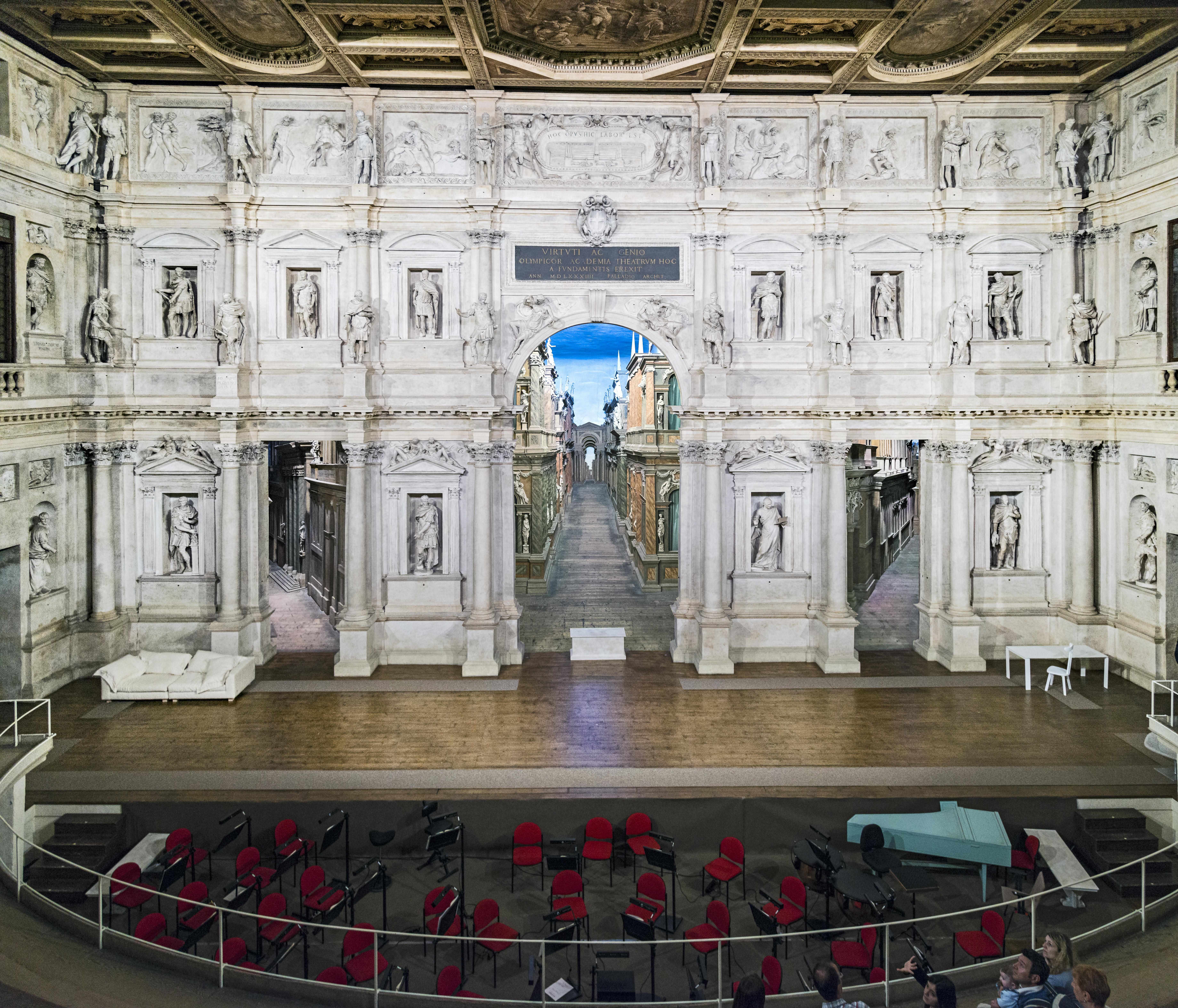
Scaenae frons do Teatro Olímpico de Vicenza, uma reconstrução da década de 1580 de uma scaenae frons romana em seu estado original

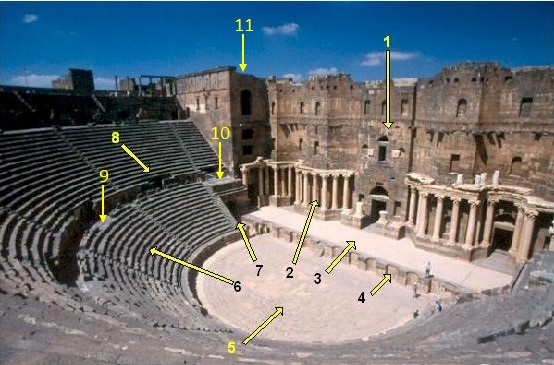
Elementos de um teatro romano: 1) Scaenae frons; 2) Porticus post scaenam; 3) Púlpito; 4) Proscênio; 5) Orquestra; 6) Cávea; 7) Ádito máximo; 8) Vomitório; 9) ; 10) Tribunal; 11) Basílica.
Imagem do Teatro romano de Bostra, na Síria

Scaenae frons (fachada-cenário) era uma estrutura permanente bastante decorada que servia de fundo de palco para um teatro romano. Significativamente, havia cinco entradas para o palco – uma abertura mais alta e larga (valvae regiae) no meio, duas portas de menor dimensão (hospitalitia) em cada lado, e outras duas entradas nas versurae, nas extremidades onde nos dois outros espaços se punham os periactos. É possível que a forma predominante seja derivada de uma tentativa de fazer com que ela se parecesse com a fachada dos palácios imperiais.

## Características
As scaenae frons geralmente tinham dois ou, mais raramente, três andares de altura e eram fundamentais para o impacto visual das peças de teatro romanas, pois eram elementos permanentes no palco. Pequenas varandas eram geralmente suportadas por uma exuberante variedade de colunas, normalmente coríntias, e de estátuas em nichos entre elas.
Em teatros menores, a scaenae frons podia servir de apoio para um teto permanente que cobria todo o teatro. Nos maiores, toldos cobriam todo ou parte do teatro, possivelmente presos por mastros acima dela.
Este formato foi uma influência direta do teatro grego, que tinha uma estrutura equivalente e mais simples chamada "skene" (que significa "tenda", um indicativo de sua função original). Por conta disto, o palco, que era o espaço "diante da skene", era chamado de proscênio. No período helenístico, as skene se tornaram mais elaboradas, possivelmente incorporando colunas, e eram utilizadas para segurar os cenários pintados.
A scaenae frons era também utilizada como fundo de palco e para esconder o espaço utilizado pelos atores para se trocarem. Ela não mais suportava os cenários pintados no estilo grego, mas contavam com elaboradas decorações permanentes para gerar o mesmo efeito. O resultado foi um efeito barroco que também é evidente em grandes ninfeus e nas fachadas de bibliotecas: um efeito ondulado, com partes fachada avançando ou se retraindo alternadamente. Todos os exemplos importantes que sobreviveram até os dias de hoje são do período imperial, mas o Teatro de Pompeu, completado no fim do período republicano (55 a.C.), foi o primeiro teatro em Roma a contar com uma scaenae frons e provavelmente foi o responsável por lançar o estilo.
Uma inscrição no entablamento acima das colunas do nível mais baixo geralmente indicavam o imperador e outros patronos que ajudaram a financiar a construção do teatro. Uma característica geralmente encontrada nos teatros do império ocidental e mais raramente no oriental era uma fileira de recessos curvos na frente do proscênio, como acontece em Sábrata e Léptis Magna.
O Teatro Olímpico de Vicenza (1580-1585), projetado por Andrea Palladio, inclui uma scaenae frons completamente decorada e passa uma boa impressão geral de como a versão romana se pareceria em seu estado original, apesar de ela ter sido construída em estuque sobre uma armação de madeira. Este teatro é famoso também pelo cenário em trompe-l'œil projetado por Vincenzo Scamozzi atrás da scaenae frons, o que dá a impressão de longas ruas partindo em direção a um distante horizonte, mas não se sabe se este tipo de decoração reflete de fato uma prática antiga. Apesar de ter sido construído como uma estrutura temporária, ele permanece de pé hoje em dia em excelentes condições.

## Exemplos notáveis
Alguns exemplos bem preservados (ainda que restaurados ou reconstruídos) incluem:
| Nome                             | Cidade romana   | País moderno | Observações | Imagem |
| -------------------------------- | --------------- | ------------ | --- | ------ |
| Teatro antigo de Sábrata         | Sábrata         | Líbia        | Restaurado antes da Segunda Guerra Mundial, atualmente "o mais esclarecedor exemplo preservado de scaenae frons"                                  |        |
| Teatro romano de Mérida          | Emérita Augusta | Espanha      | |        |
| Teatro romano de Palmira         | Palmira         | Síria        | Provavelmente destruído pelo Estado Islâmico em 2015.                                                                                             |        |
| Teatro romano de Gérasa (1 de 2) | Gérasa          | Jordânia     | O teatro sul. |        |
| Teatro romano de Gérasa (2 de 2) | Gérasa          | Jordânia     | O teatro norte. |        |
| Teatro romano de Plovdiv         | Filipópolis     | Bulgária     | |        |
| Teatro romano de Bostra          | Bostra          | Síria        | |        |
| Teatro romano de Léptis Magna    | Léptis Magna    | Líbia        | |        |
| Teatro romano de Aspendo         | Aspendo         | Turquia      | De maneira geral, provavelmente o teatro romano mais bem preservado, mas a scaenae frons perdeu sua decoração, incluindo muitas de suas estátuas. |        |
| Teatro romano de Orange          | Aráusio         | França       | Um Patrimônio Mundial da Humanidade da Unesco juntamente com os demais edifícios romanos da cidade. Perdeu toda a sua decoração.                  |        |
| Teatro romano de Acinipo         | Acinipo         | Espanha      | Muito danificado. |        |
| Teatro romano de Volterra        | Volterra        | Itália       | |        |